# Feloidea
Infra-ordre
Les Feloidea sont un infra-ordre de mammifères carnivores du sous-ordre des féliformes.

## Liste des familles
Selon BioLib (9 décembre 2019) :
- † Barbourofelidae Schultz et al., 1970
- Felidae Fischer de Waldheim, 1817
- Prionodontidae Horsfield, 1822